# گروه تینس
گروه تینس (انگلیسی: Tiens Group) شرکت صنایع غذایی چینی است، که در سال ۱۹۹۵ توسط لی جین‌یوان تأسیس شد.